# Al-Nabimoskee
De Al-Nabimoskee (Perzisch: مسجد النبی قزوین - Masjed al-Nabi, ook wel bekend als: Perzisch: مسجد سلطانى - Masjed-e Soltani) is een beroemde moskee in Qazvin. De moskee heeft een oppervlakte van ongeveer 14.000 m², en toont inscripties die aangeven dat Sjah Fath'Ali Kadjar van de Qajarendynastie de moskee heeft opgericht. Andere bronnen geven echter aan dat de moskee sinds de Safavidenperiode bestond. Er wordt nu aangenomen dat Ustad Mirza Shirazi de architect van het bouwwerk was en het bouwjaar 1787 is.